# Liste der Monuments historiques in Sermaise (Essonne)
Die Liste der Monuments historiques in Sermaise (Essonne) führt die Monuments historiques in der französischen Gemeinde Sermaise auf.

## Liste der Bauwerke
| Bezeichnung       | Beschreibung | Standort | Kennzeichnung | Schutzstatus | Datum | Bild |
| ----------------- | ------------ | -------- | ------------- | ------------ | ----- | ---- |
| Kirche Notre-Dame |              | (Lage)   | PA00088018    | Inscrit      | 1953  |      |

## Liste der Objekte
- Monuments historiques (Objekte) in Sermaise (Essonne) der Base Palissy des französischen Kultusministeriums